# Памятник «Штурм» (Пикколово)
Мемориальный комплекс «Штурм» посвящён важному эпизоду снятия Блокады Ленинграда в 1944 году (Операция «Январский гром»).

## Штурм Вороньей горы
Памятник посвящён событиям января 1944 года — боевым действиям по ликвидации блокады Ленинграда, когда 63-я гвардейская стрелковая дивизия под командованием генерала Симоняка штурмом овладела Вороньей горой.
В ходе боевых действий, сложившихся к началу 1944 года, фашистские войска превратили Воронью гору в хорошо укреплённый опорный пункт.
С высоты 175 метров немецкие наблюдатели вели корректировку огня при обстреле Ленинграда и боевых позиций Красной Армии.
В стихах поэта-фронтовика Михаила Дудина есть строчки, в которых упоминается боевая ситуация, сложившаяся здесь к январю 1944-го:
Весь Ленинград, как на ладони,

С горы Вороньей виден был.

И немец бил с горы Вороньей.

Из дальнобойной «берты» бил.
В ходе Красносельско-Ропшинской операции («Январский гром») 19 января 1944 года бойцы Гвардейской дивизии под командованием генерала Симоняка штурмом овладели этим важным стратегическим пунктом, чем способствовали разгрому «Петергофско-стрельнинской» группировки противника.
19 января 1944 года был уничтожен самый главный наблюдательный и корректировочный пункт германской артиллерии.
В бою ночью c 18 на 19 января отличились роты автоматчиков под командованием капитана В. Г. Массальского.
В жестоком сражении в январе 1944 года на склонах Вороньей горы погибли десятки доблестных воинов 63-й гвардейской стрелковой дивизии.

## Создание мемориала
Мемориальный комплекс «Штурм» сооружён по предложению ветерана Великой Отечественной войны, участника сражения 14—19 января 1944 года за Воронью гору, А. П. Олимпиева.
Проект мемориала разработал архитектор Александр Данилович Левенков, автор более двадцати памятников, посвящённых важным историческим событиям, происходившим в Ленинграде.
Мемориал расположен в деревне Пикколово Ломоносовского района Ленинградской области, у Вороньей горы, на улице Имени «63-й гвардейской стрелковой дивизии». За памятником закрепилось название «Штурм».
Мемориальная композиция создана при поддержке ВООПиК. Средства и силы для строительства выделяли Мостоотряд № 19, воинская часть № 20160, 270-й мотострелковый полк, предприятия «Монумент-скульптура» и «Гранит».
На гранитной стеле мемориала увековечены имена 67 погребённых красноармейцев, павших при штурме Вороньей горы в 1944 году.
Рядом с памятником находится индивидуальное захоронение трех советских воинов, погибших в 1941 году.
Мемориальный комплекс находится в 300 метрах от ж/д платформы Дудергоф и исторического района Дудергоф Красносельского района Санкт-Петербурга.
Мемориалы «Взрыв» и «Морякам-Авроровцам», расположенные в районе Вороньей горы и созданные по проекту архитектора А. Д. Левенкова, также посвящены героическим событиям 18 и 19 января 1944 года.